# Chaunopycnis alba
Chaunopycnis alba är en svampart som beskrevs av W. Gams 1979. Chaunopycnis alba ingår i släktet Chaunopycnis och familjen Ophiocordycipitaceae.   Inga underarter finns listade i Catalogue of Life.